# Чакијево проклетство
Дечије игре 6: Чакијево проклетство (енгл. Curse of Chucky) амерички је слешер хорор филм из 2013. године редитеља и сценаристе Дона Мансинија, са Фионом Дуриф, Бредом Дурифом, Данијелом Бисути и Бренаном Елиотом у главним улогама. Филм је од продаје DVD-јева зарадио 3,8 милиона долара.
Чакијево проклетство је добило далеко боље критике од претходног, петог дела и вратило је серијал у оквире чистог хорора, уклонивши елементе комедије, који су постали изразито присутни од Чакијеве невесте. Снимање је почело у септембру 2012. у Винипегу. Јуниверсал студио га је 24. септембра 2013. објавио као видео на захтев. Чакијево проклетство је тако постало први директно-на-видео филм у серијалу.
Џенифер Тили, која је у претходна два филма тумачила лик Тифани Валентајн, Чакијеву супругу и једну од главних ликова, сада има камео улогу на крају филма. Поред ње, Алекс Винсент, који је тумачио лик Ендија Барклија у прва два дела, и Кристина Елиз, која је тумачила Кајл у другом делу, такође имају камео улоге током пост-кредит сцена. Кетрин Хикс и Крис Сарандон, који су тумачили главне протагонисте у првом делу, појављују се кроз архивске снимке или фотографије. 
Директан наставак под насловом Дечије игре 7: Чакијев култ снимљен је 2017. године.

## Радња
Након догађаја из претходног дела, 2013. године на адресу Саре Пирс и њене ћерке Нике, која полује од параплегије, поштом стиже лутке марке Добри момак, по имену Чаки. Исте ноћи, Ника проналази Сару мртву. Иако је била избодена ножем, њена смрт је заведена као самоубиство. Ники у посету убрзо долази сестра Барб, са својим мужем Ијаном, ћерком Алис и њеном дадиљом Џил. Барб захтева од Нике да продају кућу, што она одбија. Једно по једно од гостију постају Чакијеве жртве, док сви сматрају Нику одговорном за то.

## Улоге
| Глумац           | Улога                                 |
| ---------------- | ------------------------------------- |
| Фиона Дуриф      | Ника Пирс                             |
| Бред Дуриф       | Чарлс Ли Реј „Чаки”                   |
| Данијела Бисути  | Барб Пирс                             |
| Бернан Елиот     | Ијан                                  |
| Мејтланд Маконел | Џил                                   |
| Чантал Квеснел   | Сара Пирс                             |
| Самер Хауел      | Алис Пирс                             |
| А. Мартинез      | отац Френк                            |
| Џенифер Тили     | Тифани Валентајн                      |
| Адам Хертинг     | полицајац Стентон                     |
| Џордан Гаварис   | достављач                             |
| Алекс Винсент    | Енди Баркли                           |
| Кетрин Хикс      | Карен Баркли (фотографија)            |
| Крис Сарандон    | детектив Мајк Норис (архивски снимци) |
| Кристина Елиз    | Кајл Симпсон                          |